# Margarita Cojuangco
Margarita Delos Reyes-Cojuangco (Manilla, 19 april 1944), ook bekend als Tingting Cojuangco is een Filipijns politicus en voormalige schoonheidskoningin. Cojuancgco deed in 2013 zonder succes mee aan de verkiezingen voor de Filipijnse Senaat. Ze is getrouwd met Jose Cojuangco jr. en ze is een tante van de Filipijnse president Benigno Aquino III.

## Carrière
Cojuangco behaalde een Masters-diploma aan de University of Santo Tomas en voltooide later een Masters-opleiding National Security Administration aan de National Defense College of the Philippines. Daarnaast promoveerde ze in de criminologie en in Filipijnse geschiedenis.
In de jaren 60 was Cojuangco actief als model. Ze werd in 1968 werd ze door het tijdschrift Harper's Bazaar geselecteerd als een van de 100 mooiste vrouwen van de wereld. Bij de verkiezingen van 1992 werd Cojuangco gekozen tot gouverneur van de provincie Tarlac. In 1995 werd ze herkozen voor tweede termijn van drie jaar. Van 2004 tot 2012 was Cojuangco president van het Philippine Public Safety College. Daarnaast is is Cojuangco reservist in het Filipijnse leger met de rang van kolonel.
In mei 2011 stelde Cojuangco zich kandidaat voor de verkiezing voor de positie van vicegouverneur van de Autonomous Region in Muslim Mindanao die gepland stond voor 8 augustus 2011. Later dat jaar werden de verkiezingen echter uitgesteld naar 2013. Daarop besloot ze zich in 2012 namens de Nacionalista Party te kandideren voor de senaatsverkiezingen van 2013. Bij deze verkiezingen eindigde ze echter op de 24e plek, onvoldoende voor een van de twaalf beschikbare zetels in de Senaat.

## Privéleven
Margarita Cojuangco trouwde in 1962 met voormalig politicus en sportbestuurder Jose Cojuangco jr.. Samen kregen ze vijf dochters: Luisita, Josephine, Mikee, Margarita en Regina. Dochter Mikee Cojuangco is actrice en televisiepresentatrice. Ook is zij een voormalige amazone, die in 2002 een gouden medaille op de Aziatische Spelen in Doha veroverde.
- Gemeinsame Normdatei: 1047466783
- International Standard Name Identifier: 0000 0000 6755 5589
- Library of Congress Control Number: n89219382
- Virtual International Authority File: 275116785
- WorldCat: E39PBJtCBXrmTFCvqwpTMbMByd